# توبن گریمل
توبن گریمل (دانمارکی: Torben Grimmel؛ زادهٔ ۲۳ نوامبر ۱۹۷۵) تیرانداز اهل دانمارک است.